# Thought for Food
Albums de The Books
The Lemon of Pink
(2003)
Thought for Food est le premier album du groupe The Books, sorti en 2002. Il contient déjà ce qui va être la marque de fabrique des productions de The Books : un riche et varié mélange de samples provenant de sources sonores différentes et d'instruments variés, le tout combiné dans un titre cohérent.
L'accueil critique a été généralement très positif, avec notamment la note de 9,0/10 décerné par le site Pitchfork.

## Liste des titres
| No  | Titre                                             | Durée |
| --- | ------------------------------------------------- | ----- |
| 1.  | Enjoy Your Worries, You May Never Have Them Again | 4:05  |
| 2.  | Read, Eat, Sleep                                  | 3:46  |
| 3.  | All Bad Ends All                                  | 2:42  |
| 4.  | Contempt                                          | 3:20  |
| 5.  | All Our Base Are Belong to Them                   | 4:18  |
| 6.  | Thankyoubranch                                    | 5:05  |
| 7.  | Motherless Bastard                                | 4:11  |
| 8.  | Mikey Bass                                        | 2:52  |
| 9.  | Excess Straussess                                 | 2:06  |
| 10. | Getting the Done Job                              | 3:49  |
| 11. | A Dead Fish Gains the Power of Observation        | 1:07  |
| 12. | Deafkids                                          | 1:10  |

## Liens
- Le site officiel de The Books qui contient des versions longues de tous les titres de l'album, en streaming.